# On the Spur of the Moment
On the Spur of the Moment è il nono album in studio del gruppo musicale tedesco Brainstorm, pubblicato nel 2011.

## Tracce
1. Below the Line – 6:40
2. In the Blink of an Eye – 4:31
3. Temple of Stone – 3:26
4. In These Walls – 5:21
5. Still Insane – 3:50
6. Dark Life – 4:10
7. No Saint - No Sinner – 5:29
8. Where Your Actions Lead You to Live – 3:30
9. A Life on Hold – 3:08
10. My Own Hell – 6:21
11. This Pain Is Mine (bonus track ed. digipack)
12. The Heartless Spawn of Seed (bonus track ed. digipack)

## Formazione
- Andy B. Franck – voce
- Torsten Ihlenfeld – chitarra, cori
- Milan Loncaric – chitarra, cori
- Dieter Bernert – batteria
- Antonio Ieva – basso
- Dieter Bernert – batteria